# Phil Duncan
Philip Duncan est un animateur américain ayant travaillé entre autres au sein des Studios Disney.

## Filmographie
- 1940 : L'Entreprenant M. Duck (Mr. Duck Steps Out) (non crédité)
- 1940 : Pinocchio (non crédité)
- 1940 : Fantasia, séquence du « Sacre du Printemps »
- 1941 : Le Tourbillon (The Little Whirlwind) (non crédité)
- 1942 : Woodsman, Spare That Tree
- 1942 : Bambi
- 1943 : Slay It with Flowers
- 1943 : A-Hunting We Won't Go
- 1943 : Room and Bored
- 1943 : Way Down in the Corn
- 1944 : Be Patient, Patient
- 1946 : La Boîte à musique (Make Mine Music)
- 1947 : Mickey et Pluto au Mexique (Pueblo Pluto)
- 1947 : Coquin de printemps (Fun & Fancy Free), animation des personnages
- 1948 : Papa canard (Daddy Duck)
- 1948 : Pluto et Figaro (Cat Nap Pluto)
- 1948 : Pluto's Fledgling
- 1948 : Mickey et le Phoque (Mickey and the Seal)
- 1949 : Pluto's Sweater
- 1949 : Pluto et le Bourdon (Bubble Bee)
- 1949 : Sheep Dog
- 1950 : Pluto's Heart Throb
- 1950 : Pluto and the Gopher
- 1950 : Cendrillon, animation des personnages
- 1950 : Wonder Dog
- 1950 : Puss Cafe
- 1950 : Pluto joue à la main chaude (Food for Feudin')
- 1951 : Alice au pays des merveilles, animation des personnages
- 1955 : The Mickey Mouse Club (1 épisode)
- 1957 : Magoo's Cruise
- 1957 : Magoo's Private War
- 1959 : Les Aventures d'Aladin (1001 Arabian Nights)